# 池上村 (熊本県)
池上村（いけのうえむら）は、熊本県の北部、飽託郡にかつてあった村である。

## 地理
- 河川：井芹川、坪井川
- 山：万日山、独鈷山、肥州高野山

## 歴史
- 1889年4月1日 - 町村制が施行。池上村、谷尾崎村、戸坂村、高橋村が合併して発足。
- 1892年 - 飽田郡と託麻郡が合併し飽託郡となる。
- 1944年2月11日 - 高橋町、城山村と合併し三和町となる。
- 1949年9月1日 - 三和町から分立。
- 1953年7月1日 - 熊本市に編入。

## 学校
- 池上小学校（のちの池上尋常小学校、現在の熊本市立池上小学校）